# Floriane Pugin
Floriane Pugin (ur. 17 kwietnia 1989) – francuska kolarka górska, dwukrotna medalistka mistrzostw świata juniorek oraz trzykrotna medalistka mistrzostw Europy.

## Kariera
Pierwszy sukces w karierze Floriane Pugin osiągnęła w 2006 roku, kiedy podczas mistrzostw świata w Rotorua zdobyła srebrny medal w downhillu juniorek. W zawodach tych wyprzedziła ją jedynie Tracey Hannah z Australii. Na rozgrywanych rok później mistrzostwach świata w Fort William Pugin była już najlepsza. Trzykrotnie zdobywała medale mistrzostw Europy: złoty na ME w Zoetermeer w 2009 roku, srebrny na ME w Hajfie w 2010 roku i brązowy na ME w St. Wendel w 2008 roku. Ponadto w sezonie 2011 zajęła drugie miejsce w klasyfikacji generalnej Pucharu Świata w kolarstwie górskim w downhillu. Na mistrzostwach świata w Val di Sole (2008) oraz mistrzostwach w Mont-Sainte-Anne (2010) i mistrzostwach w Leogang (2012) zajmowała czwarte miejsce w swej koronnej konkurencji.